# 漏芦
漏芦（学名：Stemmacantha uniflora）为菊科漏芦属下的一个种。

## 外部連結
- 漏蘆 中藥材圖像數據庫  (香港浸會大學中醫藥學院) （中文）（英文）
- 禹州漏蘆 （页面存档备份，存于） 藥用植物圖像數據庫 (香港浸會大學中醫藥學院) （中文）（英文）
- 祁州漏蘆 （页面存档备份，存于） 藥用植物圖像數據庫 (香港浸會大學中醫藥學院) （中文）（英文）